# Celestino Migliore
Celestino Migliore (ur. 1 lipca 1952 w Cuneo) – włoski duchowny rzymskokatolicki, doktor prawa kanonicznego, dyplomata watykański, arcybiskup, stały obserwator Stolicy Apostolskiej przy ONZ w latach 2002–2010, nuncjusz apostolski w Polsce w latach 2010–2016, nuncjusz apostolski w Rosji w latach 2016–2020, nuncjusz apostolski we Francji od 2020.

## Życiorys
Studiował w Międzydiecezjalnym Studium Teologicznym w Fossano, gdzie uzyskał dyplom magistra teologii. Na Papieskim Uniwersytecie Laterańskim w Rzymie uzyskał stopień licencjata i doktora prawa kanonicznego. 25 czerwca 1977 został wyświęcony na prezbitera przez biskupa Cuneo Carlo Aliprandiego. W tym samym roku ukończył Papieską Akademię Kościelną, po czym rozpoczął służbę w dyplomacji watykańskiej.
Pierwszą wyznaczoną mu placówką była Angola, gdzie w latach 1980–1984 pełnił funkcję attaché i drugiego sekretarza przy Delegacji Apostolskiej w tym kraju. Stamtąd został przeniesiony do Nuncjatury Apostolskiej w Stanach Zjednoczonych, skąd w 1988 trafił do Egiptu. W latach 1989–1992 pracował w Nuncjaturze Apostolskiej w Warszawie. Od kwietnia 1992 był stałym obserwatorem Stolicy Apostolskiej przy Radzie Europy w Strasburgu. W latach 1995–2002 pracował w watykańskim Sekretariacie Stanu. Jako Podsekretarz do Spraw Relacji z Państwami był odpowiedzialny za nawiązywanie stosunków dyplomatycznych z krajami azjatyckimi, między innymi z Chinami, Koreą Północą i Wietnamem. W tym czasie wykładał również dyplomację kościelną na Papieskim Uniwersytecie Laterańskim.

### Nuncjatura
30 października 2002 papież Jan Paweł II mianował go nuncjuszem apostolskim i stałym obserwatorem Stolicy Apostolskiej przy Organizacji Narodów Zjednoczonych w Nowym Jorku, wynosząc go do godności arcybiskupa tytularnego Canosy. Święcenia biskupie otrzymał 6 stycznia 2003 z rąk papieża.
30 czerwca 2010 został ustanowiony przez papieża Benedykta XVI nuncjuszem apostolskim w Polsce. Misję dyplomatyczną w Polsce rozpoczął 15 września 2010. 19 lutego 2011 przewodniczył mszy pogrzebowej arcybiskupa Józefa Życińskiego w archikatedrze lubelskiej, a 28 kwietnia 2012 – uroczystościom pogrzebowym biskupa pelplińskiego Jana Bernarda Szlagi w bazylice katedralnej w Pelplinie. 11 lipca 2012 pojawił się w Dębowcu, na XXV Międzynarodowym Saletyńskim Spotkaniu Młodych. 27 października 2013 w kościele św. Małgorzaty i Katarzyny w Kętach wspólnie z biskupami Tadeuszem Rakoczym i Piotrem Gregerem odprawił mszę koncelebrowaną w 100. rocznicę śmierci bł. Celiny Borzęckiej. Kolejna wizyta nuncjusza odbyła 14 września 2014 w Parczewie, gdzie odprawił mszę świętą z okazji 450-lecia przyjęcia uchwał soboru trydenckiego na sejmie w Parczewie oraz setnej rocznicy poświęcenia kościoła.
28 maja 2016 został mianowany przez papieża Franciszka nowym nuncjuszem Apostolskim w Federacji Rosyjskiej. 5 sierpnia 2016 przestał być nuncjuszem Stolicy Apostolskiej w Polsce, zaś misję dyplomatyczną w Rosji rozpoczął 9 listopada 2016. 21 stycznia 2017 został również nuncjuszem Apostolskim w Uzbekistanie.
11 stycznia 2020 papież Franciszek mianował go nuncjuszem apostolskim we Francji. Misję dyplomatyczną we Francji rozpoczął 27 sierpnia 2020.
Udzielił sakry biskupom pomocniczym: zielonogórsko-gorzowskiemu Tadeuszowi Lityńskiemu (2012), gdańskiemu Wiesławowi Szlachetce (2014), opolskiemu Rudolfowi Pierskale (2014), kaliskiemu Łukaszowi Buzunowi (2014), szczecińsko-kamieńskiemu Henrykowi Wejmanowi (2014) i radomskiemu Piotrowi Turzyńskiemu (2015). Był także współkonsekratorem w trakcie święceń 22 biskupów.

## Odznaczenia i tytuły honorowe
- Order Zasługi Republiki Włoskiej II klasy – 19 stycznia 1999[17]
- Krzyż Komandorski z Gwiazdą Orderu Zasługi Rzeczypospolitej Polskiej – 22 czerwca 2016[18][19]
- Odznaka Honorowa „Bene Merito” – 1 lipca 2016[20]
- doktorat honorowy Uniwersytetu Świętego Jana w Nowym Jorku – 26 stycznia 2006[21]
- doktorat honorowy Uniwersytetu Papieski Jana Pawła II w Krakowie[22].
- doktorat honorowy Papieskiego Wydziału Teologicznego we Wrocławiu[23].
- doktorat honorowy Uniwersytetu Kardynała Stefana Wyszyńskiego w Warszawie[24] – 28 maja 2019